# Christian Schiller

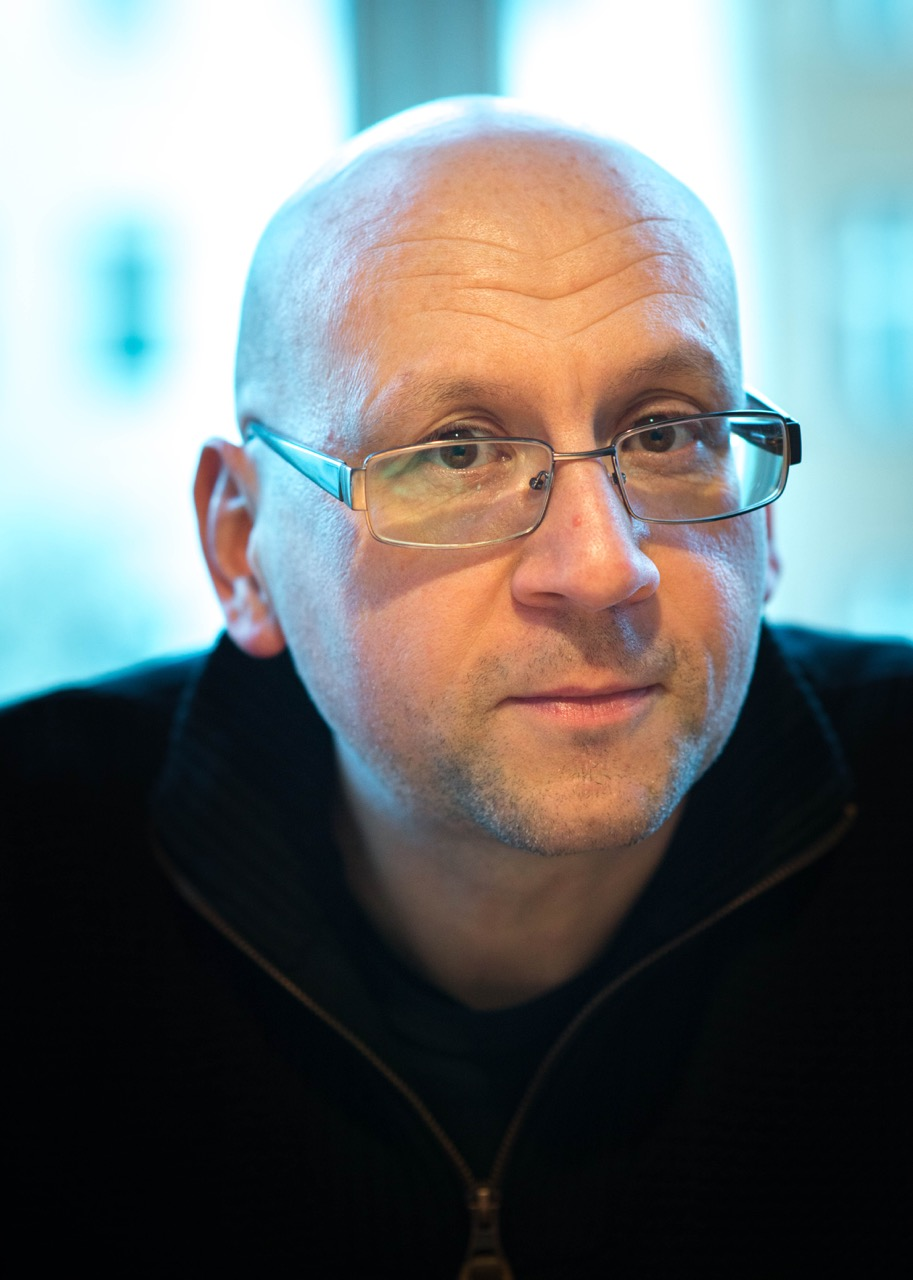
Christian Schiller

Christian Schiller (* 28. April 1974 in Halle (Saale)) ist ein deutscher Autor und Regisseur für Film und Fernsehen sowie fürs Radio (Radiofeature und Hörspiel).

## Leben

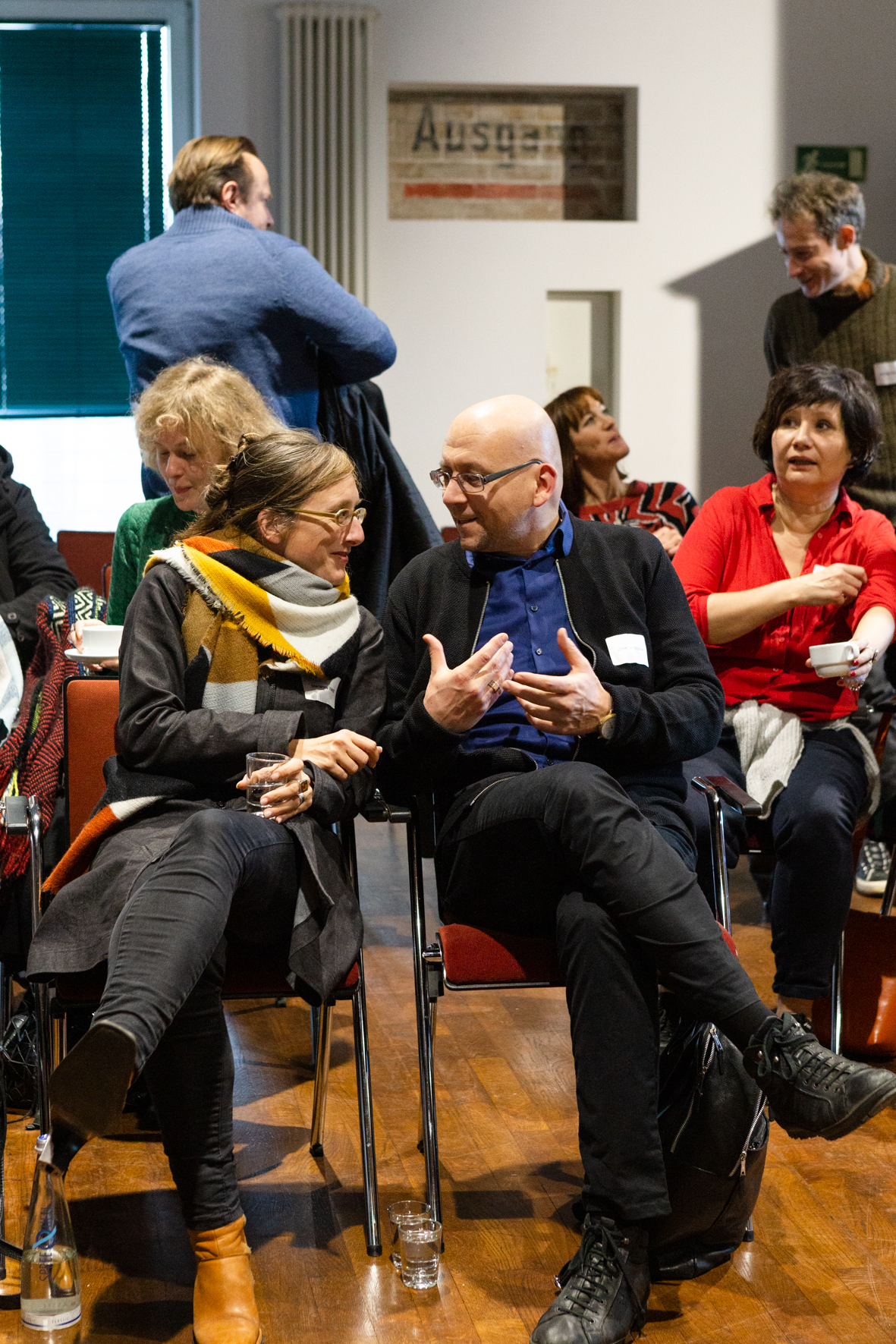
Christian Schiller und Co-Autorin Marianne Wendt auf der K18 Konferenz

Schiller studierte ab 1992 zunächst Theater-, Film- und Fernsehwissenschaften und Publizistik an der Freien Universität Berlin (M.A. bei Henning Rischbieter), dann Schauspielregie an der Hochschule für Schauspielkunst Ernst Busch (Diplom). 2003 nahm er am Producerprogramm der dffb (Deutsche Film- und Fernsehakademie Berlin) teil und absolvierte dabei das Traineeprogramm bei Sat.1 und ProSieben. Ab 2004 begann Schiller mit Hörspielarbeiten und Features für Radio Bremen, den SWR und Deutschlandfunk Kultur.
2006 gründete er mit Marianne Wendt die Firma SchillerWendt GbR.
Von 2013 bis 2018 betreute er zusammen mit Marianne Wendt die ZDF-Serie „Letzte Spur Berlin“ als Headwriter. Gemeinsam kreierte das Autorenduo die ARD-Reihe „Der Irlandkrimi“ (2019) und schrieb die ersten vier Filme. Seit 2020/21 arbeitet er gemeinsam mit der Showrunnerin Marianne Wendt als Headwriter der Schweizer Dramaserie „Neumatt“ (Zodiac Pictures, SRF/Netflix).
Staffel 1 lief in der Reihe „Forum exclusive“ auf dem Festival Séries Mania 2021 in Lille, hatte im September 2021 auf dem Zurich Film Festival Premiere und ist die erste Schweizer Serie, die auf Netflix in 190 Ländern und in 30 Sprachen verfügbar ist. Die 2. Staffel feierte ihre Premiere im Januar 2023 auf den 58. Solothurner Filmtagen. Der Dreh der finalen Staffel 3 startete im Sommer 2023.
Auf dem Festival Séries Mania 2023 in Lille stellten SchillerWendt in der Reihe „Coming next from Germany“ ihre Dramaserie TODAY FOR TOMORROW / WER WIR SIND (AT „JUNI“) vor. Die Erstausstrahlung erfolgt ab 15. November 2023 in der ARD.
Neben seinen Fernseharbeiten schrieb und inszenierte er gemeinsam mit Marianne Wendt ca. 20 Hörspiele und Features, meist zu historischen oder politischen Themen. Außerdem entwickelt er multimediale, immersive Rauminstallationen für die Berliner Firma Tamschick Media+Space. Er ist Gesellschafter im Verlag der Autoren.

## Filmografie (Auswahl)
- 2023/2024: Neumatt Staffel 3, Dramaserie 8x50 min, Headwriter und zwei Drehbücher mit Marianne Wendt, Regie: Bettina Oberli / Cosima Frei / Zodiac Pictures / SRF
- 2022/2023:  WER WIR SIND (AT „JUNI“) / TODAY FOR TOMORROW[15], Dramaserie 6 x 45 min, Creator, Headwriter und vier Drehbücher mit Marianne Wendt, Regie: Charlotte Rolfes, Viafilm / MDR, NDR, Degeto
- 2021/2022: Neumatt Staffel 2, Dramaserie 8x50 min, Headwriter und vier Drehbücher mit Marianne Wendt, Regie: Andrea Štaka / Johannes Christian Koch / Zodiac Pictures / SRF[16]/ Netflix
- 2020/2021: Neumatt Staffel 1, Dramaserie 8x50 min, Headwriter und vier Drehbücher mit Marianne Wendt, Regie: Sabine Boss / Pierre Monnard, Zodiac Pictures / SRF / Netflix[17]
- 2020: Der Irland-Krimi: Das Verschwinden, Drehbuch und Reihenkonzeption, Drehbuch mit Marianne Wendt, Regie: Züli Aladag, Good friends production / ARD Degeto, EA 25. März 2021
- 2020: Der Irland-Krimi: Vergebung, Drehbuch und Reihenkonzeption, Drehbuch mit Marianne Wendt, Regie: Züli Aladag, Good friends production / ARD Degeto, EA 1. April 2021[18]
- 2020: Marie Brand und die Liebe zu viert, Drehbuch mit Marianne Wendt, Regie: Judith Kennel, Warner Bros. EA 11. April 2020
- 2019: Friesland: Hand und Fuß, Drehbuch mit Marianne Wendt und Magdalena Graziewicz, Regie: Isa Prahl, Warner Bros./ZDF, EA 14. Dezember 2019
- 2019: Der Irland-Krimi: Mädchenjäger, Drehbuch und Reihenkonzeption, Drehbuch mit Marianne Wendt, Regie: Züli Aladag, Good friends production 2018 / ARD Degeto, Erstausstrahlung: 31. Oktober 2019
- 2019: Der Irland-Krimi: Die Toten von Glenmore Abbey, Drehbuch und Reihenkonzeption Drehbuch mit Marianne Wendt, Regie: Züli Aladag, Good friends production 2018 / ARD Degeto, Erstausstrahlung: 24. Oktober 2019[19]
- 2019: Sommersonnwende, 90-minütige Sonderfolge der ZDF-Serie Letzte Spur Berlin, Drehbuch mit Marianne Wendt, Regie: Josh Broeker, ZDF[20]
- 2016: Stralsund: Vergeltung, Network Movie / ZDF,  Drehbuch mit Marianne Wendt und Sven Poser, Regie: Lars-Gunnar Lotz
- 2016: Marie Brand und die rastlosen Seelen, Eyeworks / ZDF, Drehbuch mit Marianne Wendt, Regie: Florian Kern
- 2015: Stralsund: Schutzlos, Network Movie / ZDF, Drehbuch mit Marianne Wendt und Sven Poser, Regie: Lars-Gunnar Lotz
- 2015: Marie Brand und der schöne Schein, Eyeworks / ZDF, Drehbuch mit Marianne Wendt, Regie: Jörg Lühdorff
- 2013–2019: 14 Folgen der ZDF-Serie Letzte Spur Berlin, der ZDF-Serie Letzte Spur Berlin, Regie: Peter Stauch, Nicolai Rohde, Filippos Tsitos, Tom Zenker, Züli Aladag, Florian Kern, Samira Radsi, Thomas Nennstiel, Christoph Stark, Käthe Niemeyer
- 2012: Sinn des Lebens / Gruppenspiele, 2 Folgen der Serie Flemming, Drehbuch mit Marianne Wendt, 3. Staffel, Phoenix Film / ZDF, Regie: Uwe Janson, Florian Kern
- 2007–2008: Niemandsland / Alptraum, 2 Folgen der Serie GSG 9, Typhoon AG / Sat.1, Regie: Jorgo Papavassiliou, Florian Kern

## Multimediale Projekte / Immersion / Animation
- 2022: Augusta Raurica AR Experience, Drehbuch mit Marianne Wendt, Augmented Reality in den römischen Gewerbehäusern in Augusta Raurica, Kaiseraugst, Schweiz. Produzent: Tamschick Media+Space / Römermuseum Augusta Raurica / Bundesamt für Kultur BAK / Kanton Aargau / Basel Landschaft[21] Bronzener ADC Award 2023 in der Kategorie „Ausstellung“[22]
- 2019: Der Koffer aus dem Mauerstreifen, Podcastserie und interaktive Webdoku für den SWR (10 × 30 min), Mitarbeit als Autor, Regie: Robert Schoen, Nominiert für den Prix Europa 2019 (Radio Documentary)[23]
- 2019: Festung Xperience, Drehbuch mit Marianne Wendt (ca. 60 min, Multilayer), immersive 360-Grad-Projektion / Rauminstallation in der Festung Dresden, Produzent: Tamschick Media+Space / Staatliche Schlösser, Burgen und Gärten Sachsen gGmbH[24] Silbernen ADC-Award 2020 in der Kategorie „Exhibition Experience“, red dot Best of the Best 2020, Nominierung European Museum of the Year Award 2022.
- 2016: Ich, Karl Wilhelm (mediales Fenster zur Geschichte), Drehbuch mit Marianne Wendt, 20 min, immersiver 180-Grad-Animationsfilm, Regie: Marc Tamschick, Produzent: Tamschick Media+Space / Badisches Landesmuseum Karlsruhe
- 2013: Time Maschine, Drehbuch mit Marianne Wendt, 20 min, immersiver/interaktiver 360-Grad-Animationsfilm, Regie: Marc Tamschick, Produzent: Tamschick Media+Space / Kingdom Helv Relics Museum, Wuxi, China[25], red dot award 2014
- 2012: Grenzland, interaktive, soundbasierte Webseite (Deutschlandfunk Kultur)[26]
- 2011: Im Reich der Schatten, Animationsfilm/360-Grad-Projektion, 45 min, Tamschick Media+Space / Rheinisches Landesmuseum, Gesamtregie: Marc Tamschick (Drehbuch und Schauspielregie: SchillerWendt), Silver World Medal, New York Festivals[27][28]
- 2009: Grenzland, 2 × 20 min, Sound Installation anlässlich des 20-jährigen Mauerfall-Jubiläums, Mailand

## Hörspiele und Radiofeatures
- Operation Kaffee, Podcastserie 8 × 30 min, SWR, 2023[29]
- Der Koffer aus dem Mauerstreifen, Podcastserie 8 × 30 min, SWR, 2019
- Hexenland, Hörspiel 86 min, Deutschlandfunk Kultur, 2017
- Eine Pille für den Zappelphilipp, Feature 54 min, RBB, 2013
- Rolf Hochhuths „Der Stellvertreter“, Hörspiel 74 min, Deutschlandfunk Kultur, 2013
- Zahltag, Hörspiel 30 min, SWR, 2012
- Grenzland, Hörspiel 20 min, Deutschlandfunk Kultur, 2012
- Stimmen Hören, Feature 28 min, Deutschlandfunk Kultur, 2012
- Hinhören, Feature 54 min, SWR, 2012
- Hexenwahn und Fortschrittsglaube, Feature 28 min, NDR, 2012
- Landpfarrer Fentzloffs Nachtbücher, Hörspiel 75 min, Deutschlandfunk Kultur, 2011
- Atme mich, Liebster, Hörspiel 30 min, SWR, 2011
- Ein Botschaftsgarten voller Gäste, Feature 54 min, Deutschlandfunk Kultur, 2010
- Morgen sind wir glücklich, Feature 54 min, SWR, 2010
- Die Raben des Barbarossa, Kinderhörspiel 54 min, SWR, 2009
- Like a virgin, Hörspiel 30 min, SWR, 2008
- Die Geschichte einer anständigen Bürgerin, Hörspiel 56 min, Deutschlandfunk Kultur, 2008
- Graffitihero, Hörspiel 39 min, Radio Bremen, 2006

## Auszeichnungen
- 2019: Nominierung für den Prix Europa Radio documentary „Der Koffer aus dem Mauerstreifen“
- 2014: Medienpreis der Kindernothilfe[30]

- 2013: Förderung Medienboard Berlin-Brandenburg
- 2011: Silver World Medal, New York Festivals International Television & Film Awards
- 2011: Drehbuchpreis Münsterland[31]
- 2011: Deutsch-Polnischer Journalistenpreis[32]
- 2007 & 2011: Förderung Filmstiftung NRW Hörspiel
- 2007: Nominierung für ARD-Hörspielpreis